# Ipomoea temascaltepecensis
Ipomoea temascaltepecensis är en vindeväxtart som beskrevs av P. Wilkin. Ipomoea temascaltepecensis ingår i släktet praktvindor, och familjen vindeväxter. Inga underarter finns listade i Catalogue of Life.